# Czerkiesk

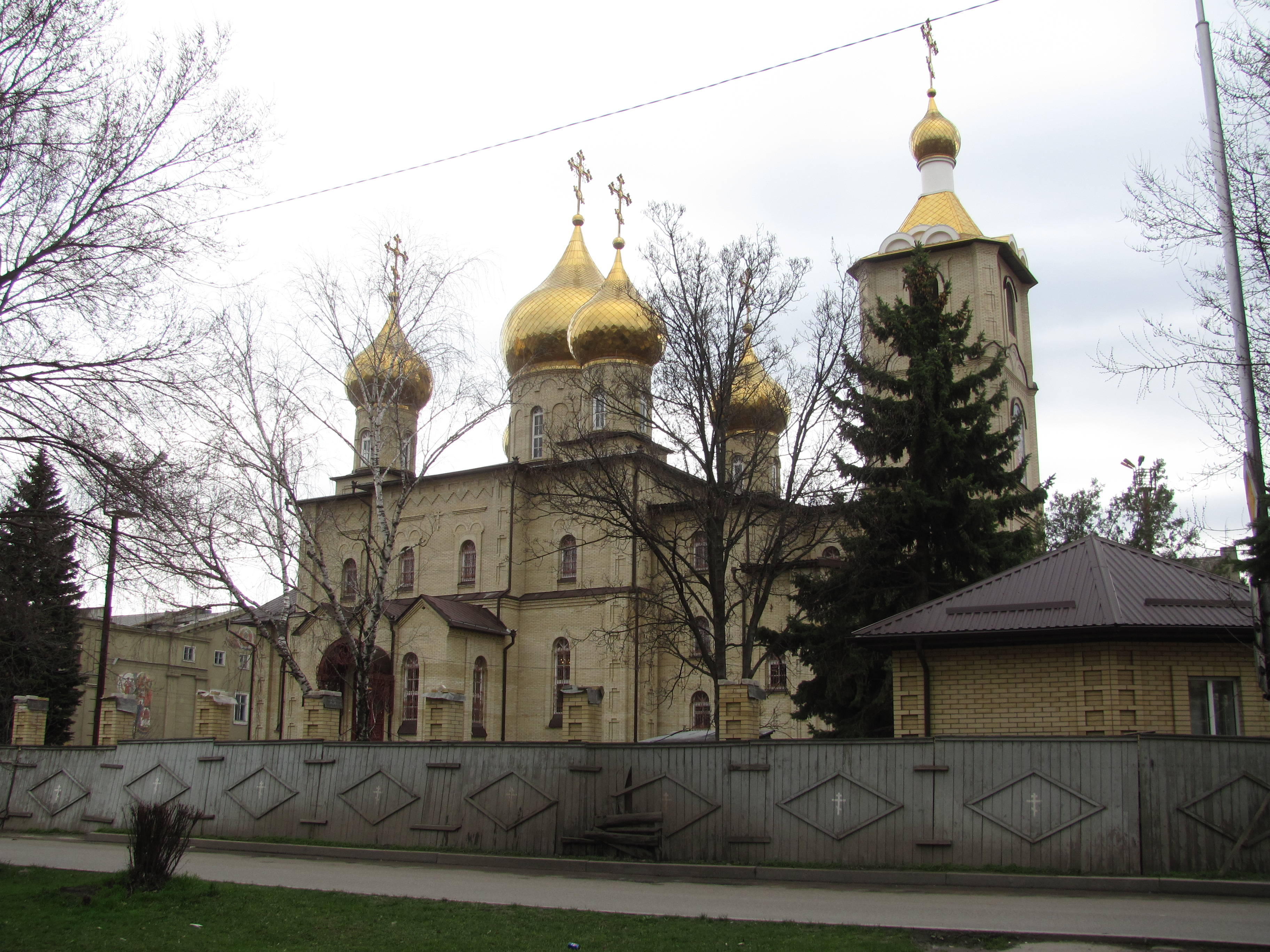
Zrekonstruowana cerkiew w Czerkiesku

Czerkiesk (ros. Черкесск) – stolica Karaczajo-Czerkiesji, w Rosji, nad Kubaniem. Miasto założone w 1804 roku jako Batałpaszyńska stanica kozacka. 123,1 tys. mieszkańców (2020).

## Galeria

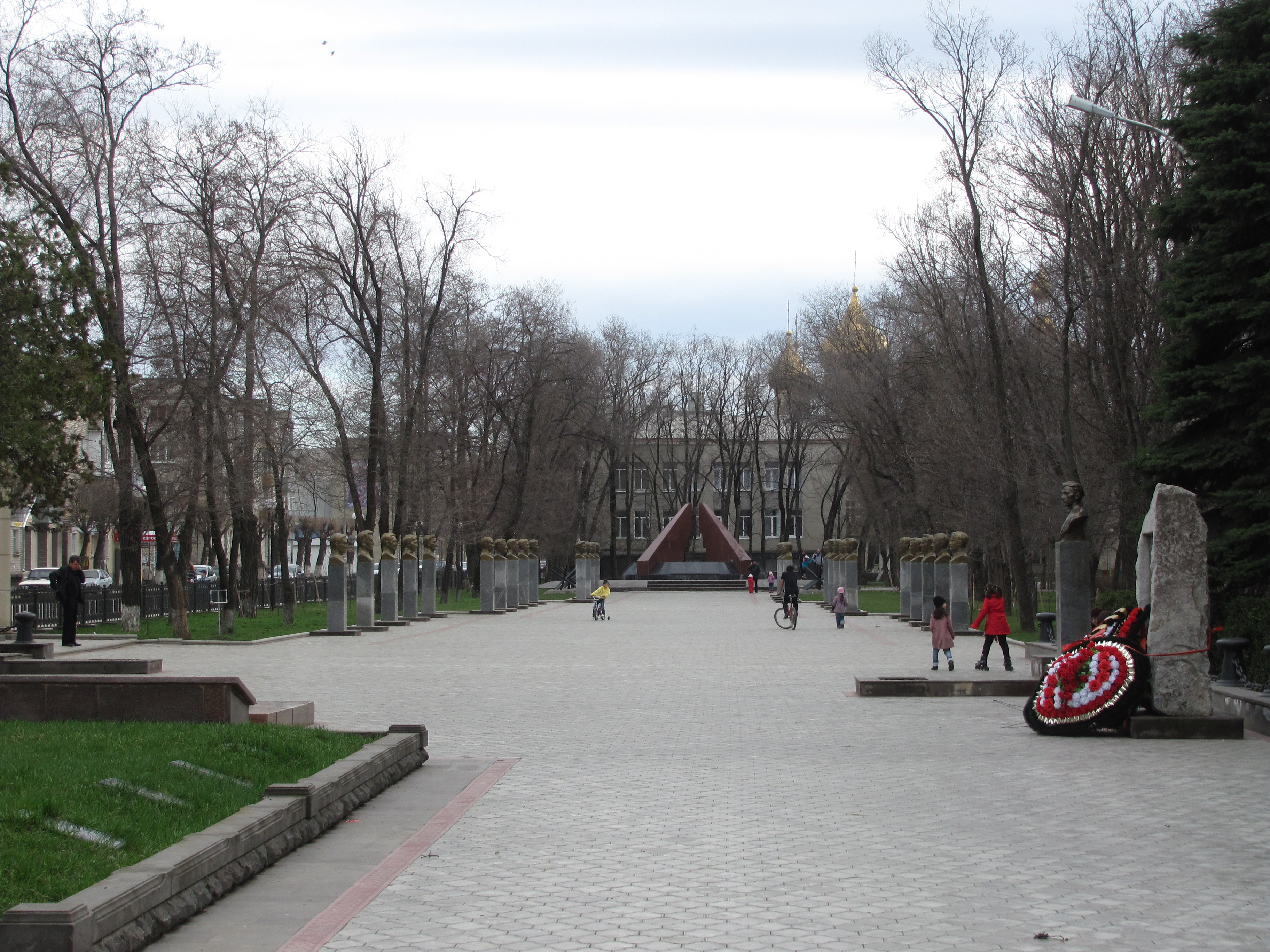
Park Zwycięstwa (Pobiedy) w Czerkiesku
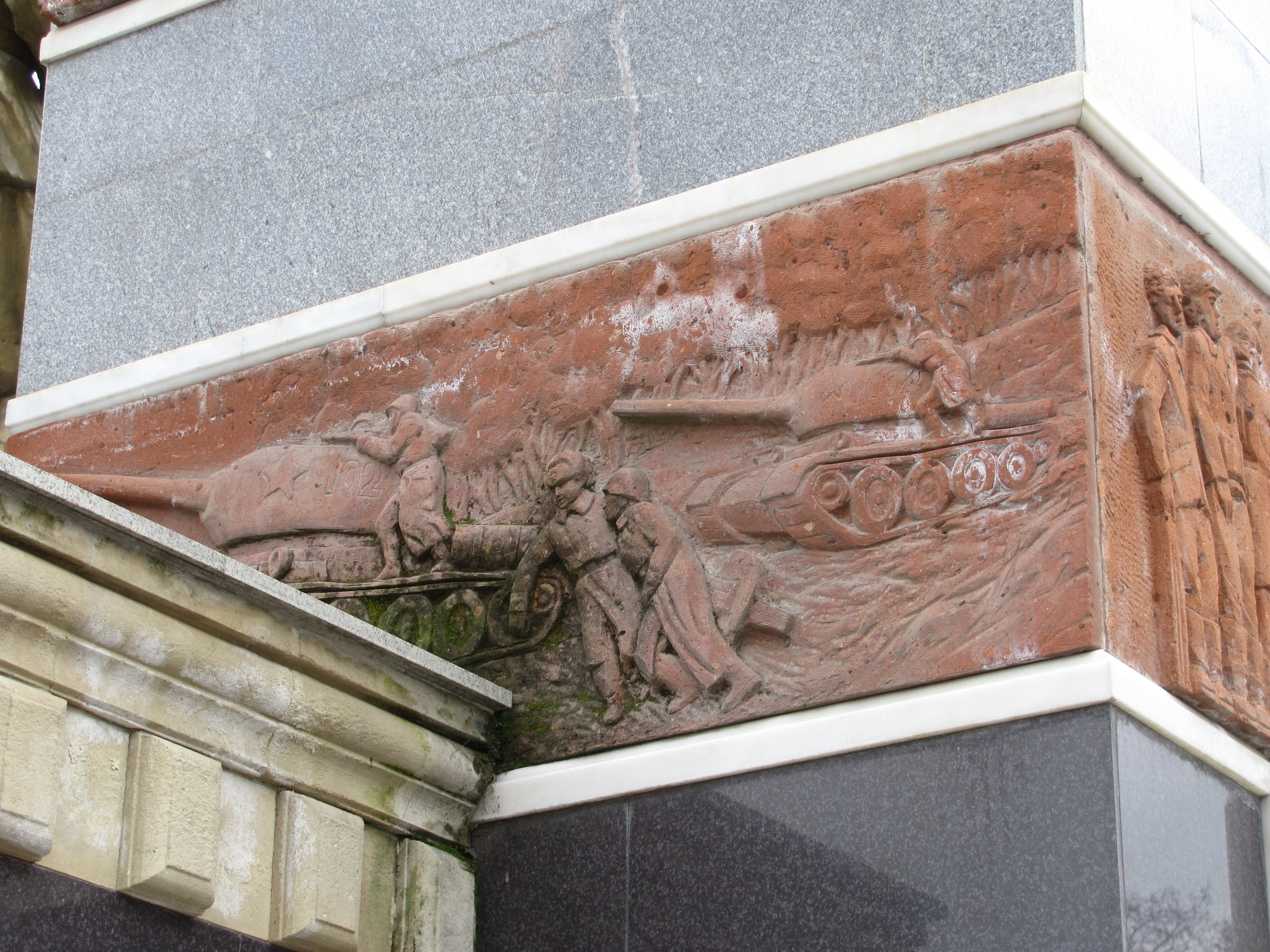
Batalistyczna płaskorzeźba w Parku Zwycięstwa. Czołg T-34 ma na wieży nr 102